# The Original Soundtrack
Albums de 10cc
Sheet Music
(1974) How Dare You!
(1976)
The Original Soundtrack est le troisième album de 10cc, sorti en mars 1975, et le premier du groupe chez Mercury Records. Avec cet album, 10cc rencontre son plus grand succès commercial, en grande partie grâce à la chanson I'm Not in Love.
I'm Not in Love est le second no 1 du groupe au Royaume-Uni, et son premier succès aux États-Unis (no 2). L'album lui-même se classe respectivement dans le Top 5 et le Top 15 de ces deux pays.
La pochette est une création des studios Hipgnosis.

## Titres

### Face 1
1. Une nuit à Paris (Godley, Creme) – 8:31 (Partie 1 : Une nuit à Paris, Partie 2 : The same night in Paris, Partie 3 : Later the same Night in Paris)
2. I'm Not in Love (Stewart, Gouldman) – 5:58
3. Blackmail (Stewart, Gouldman) – 4:20

### Face 2
1. The Second Setting for the Last Supper (Stewart, Creme, Gouldman, Godley) – 4:23
2. Brand New Day (Godley, Creme) – 4:01
3. Flying Junk (Godley, Creme) – 4:02
4. Life Is a Minestrone (Creme, Stewart) – 4:34
5. The Film of My Love (Godley, Creme) – 5:00

## Musiciens
- Eric Stewart : guitare, guitare steel, piano, piano électrique, orgue, chant
- Graham Gouldman : guitare acoustique, guitare électrique, basse, basse six-cordes, mandoline, harpe, percussions, chant
- Kevin Godley : batterie, percussions, bongos, marimbas, Moog, violoncelle, chant
- Lol Creme : piano, piano électrique, orgue, Moog, guitare acoustique, guitare électrique, mandoline, harpe, violon, batterie, percussions, gizmo, chant

## Personnel additionnel
- Kathy Redfern : Chuchotements : Big Boys Don't Cry sur I'm Not in Love.